# Cmentarze przy al. Wojska Polskiego w Pile
Cmentarze przy alei Wojska Polskiego w Pile – zespół nekropolii w Pile położony na Osiedlu Górnym (dawne przedmieście Stadtberg) przy ulicy Adama Asnyka (dawniej Kroner Straße).

## Historia
Do czasów współczesnych zachował się jedynie południowy fragment zabytkowego cmentarza ewangelicko-augsburskiego i wschodnia część cmentarza rzymskokatolickiego. Nekropolię założono w 1840 na dawnym zachodnim przedmieściu Stadrberg, główna brama znajdowała się od wschodu, od strony ulicy Kroner Straße. Stanowiła część zespołu cmentarzy położonych pomiędzy Berliner Straße (aleja Wojska Polskiego) na północy i Klopstockstraße (Salezjańską) na południu. Do 1945 znajdowały się tam:
- cmentarz katolicki założony w 1840, do 1945 główne wejście znajdowało się od strony Martin Straße[3]. Ostatni pochówek miał miejsce w 1960, ostatecznie cmentarz został zamknięty w 1964, do czasów współczesnych przetrwała południowo-wschodnia część o pow. 2,25 ha[4] (pierwotnie 3,04 ha). Część zachodnia została zamieniona w park miejski.
- cmentarz ewangelicko-augsburski przy al. Wojska Polskiego założony w 1840, zamknięty w 1964, w latach 70 (pow. 4 ha). XX wieku zamieniony bez ekshumacji w park (2,95 ha), w latach 1976-1977 część terenu oddana została pod południową jezdnię al. Wojska Polskiego.
- cmentarz sekty Jana Czerskiego przy ul. Salezjańskiej założony w 1845, zamknięty w 1960, prawdopodobnie jest częścią zachowanego fragmentu cmentarza katolickiego.